# باشگاه فوتبال مونیخ ۱۸۶۰
باشگاه فوتبال مونیخ ۱۸۶۰ (به آلمانی: TSV 1860 München) باشگاه فوتبال است که در مونیخ در کشور آلمان قرار دارد.
این باشگاه در ۱۷ مه ۱۸۶۰ تأسیس شده است.
این باشگاه اگرچه یک باشگاه بسیار قدیمی است، اما بیشتر عمرش را در دسته‌های پایین‌تر گذرانده. باشگاه تاکنون ۳ کاپ به دست آورده؛ دو بار جام حذفیآلمان در سال‌های ۱۹۴۲ و ۱۹۶۴، یک‌بار در سال ۱۹۶۶ فاتح بوندس لیگا شده. از جمله مربیان موفق تاریخ این باشگاه مکس شافر، مکس مرکل و ورنر لوران هستند که دو نفر اول جام‌های این باشگاه را به ارمغان آوردند.
از بازیکنان بزرگ این تیم می‌توان به، مارتین ماکس، پتر رادنکوویچ و داور شوکر و اشتفان آیگنر اشاره کرد.
حامی باشگاه، در حال حاضر اتومبیل‌سازی مشهور فولکس‌واگن است. ورزشگاه اصلی این تیم آلیانتس آرنا نام دارد. اما از زمان رفتن به لیگ دسته دوم ورزشگاه گرون‌والدر خانه این باشگاه است. البته از ژوئیه ۲۰۱۷ بایرن مونیخ سهام مونیخ ۱۸۶۰ را به صورت کلی از این باشگاه خرید و با اختصاصی کردن ورزشگاه برای خودش رنگ و لعاب جدیدی به آن افزود.

## اسپانسرها
| سال       | اسپانسر کیت |
| --------- | ----------- |
| ۱۹۶۳–۷۶   | آدیداس      |
| ۱۹۷۶–۹۳   | پوما        |
| ۱۹۹۳–۹۵   | Lotto       |
| ۱۹۹۶–۲۰۰۶ | Nike        |
| ۲۰۰۶–۰۷   | Kappa       |
| ۲۰۰۸–۱۱   | Erima       |
| ۲۰۱۱–۱۶   | Uhlsport    |
| ۲۰۱۵–۲۰   | Macron      |

## افتخارات

### جام‌های رسمی
بوندسلیگا
قهرمانی (۱) ۱۹۶۵٬۱۹۶۶
نایب قهرمانی (۲) ۱۹۳۰٬۱۹۳۱ / ۱۹۶۶٬۱۹۶۷
بوندسلیگا۲
قهرمانی (۱) ۱۹۷۸٬۱۹۷۹
نایب قهرمانی (۱) ۱۹۷۶٬۱۹۷۷
DFB POkal/جام حذفی
قهرمانی (۱) ۱۹۶۳٬۱۹۶۴
جام برندگان جام اروپا
نایب قهرمانی (۱) ۱۹۶۴٬۱۹۶۵
کوپا دل آلپی
نایب قهرمانی (۱) ۱۹۶۷

### جام‌های تورنمنتی
جام باواریا
قهرمانی (۱) ۲۰۲۰